# John Fitzsimons (Leichtathlet, 1998)
John Fitzsimons (* 5. Mai 1998) ist ein irischer Mittelstreckenläufer, der sich auf die 800-Meter-Distanz spezialisiert hat und wegen seiner Sprintstärke auch in der 4-mal-400-Meter-Staffel eingesetzt wird.

## Sportliche Laufbahn
Erste internationale Erfahrungen sammelte John Fitzsimons im Jahr 2017, als er bei den U20-Europameisterschaften in Grosseto in 1:49,15 min die Bronzemedaille über 800 Meter gewann. 2019 belegte er bei den U23-Europameisterschaften in Gävle in 1:49,75 min den sechsten Platz und 2021 schied er bei den Halleneuropameisterschaften in Toruń mit 1:51,00 min in der Vorrunde. Im Jahr darauf kam er bei den Europameisterschaften in München mit 1:48,22 min nicht über den Vorlauf hinaus, wie auch bei den Halleneuropameisterschaften 2023 in Istanbul mit 1:49,36 min. Im August schied er dann bei den Weltmeisterschaften in Budapest mit 1:48,20 min in der ersten Runde aus. 
In den Jahren 2021 und 2023 wurde John Fitzsimons irischer Meister im 800-Meter-Lauf.

## Persönliche Bestzeiten
- 800 Meter: 1:45,66 min, 26. Mai 2022 in Toulouse
  - 800 Meter (Halle): 1:47,80 min, 20. Februar 2021 in Dublin